# El Helicoide

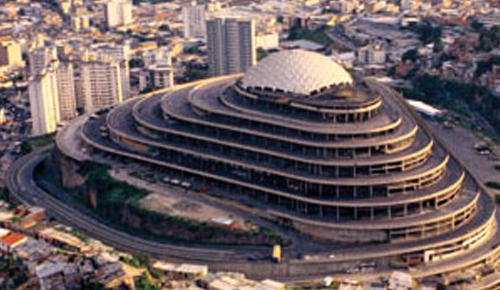
El Helicoide

El Helicoide ist ein spiralförmiges Gebäude in Caracas, welches als Zentrale des venezolanischen Geheimdienstes „Servicio Bolivariano de Inteligencia Nacional“ (SEBIN) sowie als Gefängnis dient.

## Geschichte
Die Errichtung des Gebäudes als Einkaufszentrum, mit seiner befahrbaren Rampe geradezu als eine „Hymne auf den Konsum“ entworfen, begann 1956 unter Präsident Marcos Pérez Jiménez. Der erste Bauabschnitt wurde im Jahr 1961 fertiggestellt. Er war von den Architekten Pedro Neuberger, Dirk Bornhorst und Jorge Romero Gutiérrez geplant worden. Vorgesehen waren neben dem Einkaufszentrum eine Ausstellung für Industriezweige, ein Fünf-Sterne-Hotel, ein Park, ein Privatclub der Eigentümer und in der siebten Ebene ein Showpalast. Bis unter die Kuppel des Gebäudes können auf einer vier Kilometer langen, gewundenen Rampe auch Autos fahren und parken.
Der Innenausbau des Gebäudes kam 1961 aufgrund von Budgetproblemen vorübergehend zum Erliegen. Im selben Jahr wurde das Projekt im Museum of Modern Art in New York vorgestellt. Bis zum Jahr 1982 wurde nur die geodätische Kuppel mit ihrem Aluminiumdach als Abschluss der Betoninfrastruktur fertiggestellt. Ab 1984 wurden staatliche Einrichtungen in dem Gebäude untergebracht, von denen die wichtigste der venezolanische Geheimdienst SEBIN ist. Bei einem Bombenangriff im Rahmen des venezolanischen Staatsstreichs 1992 wurde die Kuppel beschädigt. Seit 2010 dient ein Teil des Gebäudes als Sitz der Nationalen Experimentellen Sicherheitsuniversität (UNES). Zudem wird es als Gefängnis benutzt und gilt laut Medienberichten „als eine der berüchtigsten Haftanstalten Venezuelas“. Menschenrechtsorganisationen berichten von Todesfällen durch unmenschliche Haftbedingungen in dem Komplex.

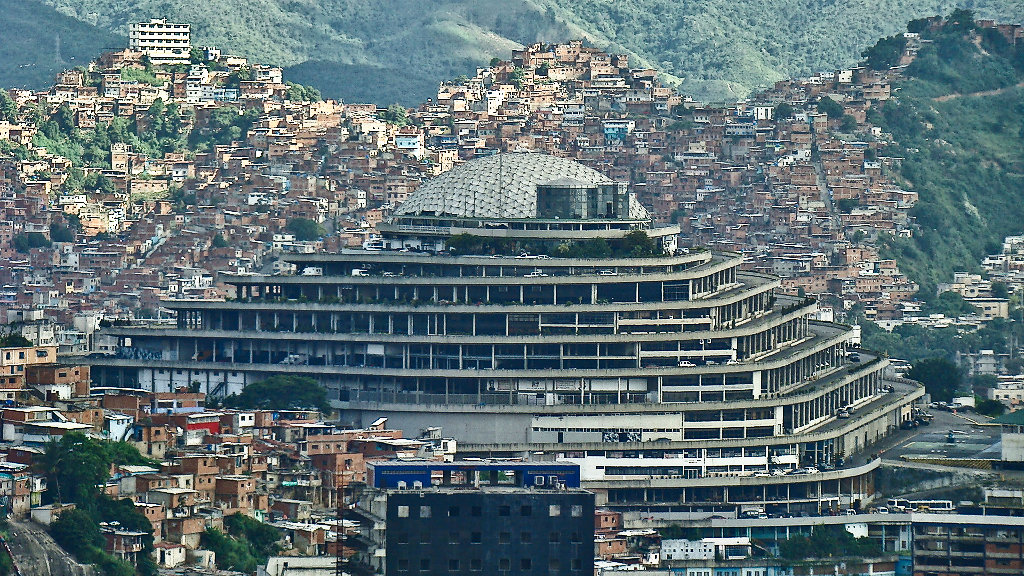
Ansicht des Gebäudes mit Umgebung

## Dimensionen
- Grundfläche insgesamt: 101 940 m²
- Bebaute Fläche: 77 748 m²
- Geschäftsräume: 46 715 m²
- Wege und Grünfläche: 29 192 m²
- Industrie- und Messefläche: 8 445 m²

## Film
- El Helicoide: The Shopping Mall That Became A Torture Prison Dokumentarfilm, Vereinigtes Königreich, 2019, 21:41 Min., Produktion: BBC, Erstsendung: 29. Januar 2019 bei BBC World News, Inhaltsangabe der BBC, Video auf YouTube.